# Дівоча збірна Португалії з футболу (WU-19)
Жіноча збірна Португалії з футболу (WU-19) — юнацька збірна команда Португалії з жіночого футболу, якою керує Португальська футбольна федерація.

## На жіночих чемпіонатах світу (U-20)
Команда жодного разу не виступала на жіночих чемпіонатах світу (U-20).
| Виступи на жіночих чемпіонатах світу (U-20) | Виступи на жіночих чемпіонатах світу (U-20) | Виступи на жіночих чемпіонатах світу (U-20) | Виступи на жіночих чемпіонатах світу (U-20) | Виступи на жіночих чемпіонатах світу (U-20) | Виступи на жіночих чемпіонатах світу (U-20) | Виступи на жіночих чемпіонатах світу (U-20) | Виступи на жіночих чемпіонатах світу (U-20) | Виступи на жіночих чемпіонатах світу (U-20) | Виступи на жіночих чемпіонатах світу (U-20) |
| Рік                                         | Результат                                   | Місце                                       | Іг                                          | В                                           | Н*                                          | П                                           | ЗМ                                          | ПМ                                          | РМ                                          |
| ------------------------------------------- | ------------------------------------------- | ------------------------------------------- | ------------------------------------------- | ------------------------------------------- | ------------------------------------------- | ------------------------------------------- | ------------------------------------------- | ------------------------------------------- | ------------------------------------------- |
| 2002                                        | Не брали участі                             | Не брали участі                             | Не брали участі                             | Не брали участі                             | Не брали участі                             | Не брали участі                             | Не брали участі                             | Не брали участі                             | Не брали участі                             |
| 2004                                        | Не кваліфікувалися                          | Не кваліфікувалися                          | Не кваліфікувалися                          | Не кваліфікувалися                          | Не кваліфікувалися                          | Не кваліфікувалися                          | Не кваліфікувалися                          | Не кваліфікувалися                          | Не кваліфікувалися                          |
| 2020                                        | Не кваліфікувалися                          | Не кваліфікувалися                          | Не кваліфікувалися                          | Не кваліфікувалися                          | Не кваліфікувалися                          | Не кваліфікувалися                          | Не кваліфікувалися                          | Не кваліфікувалися                          | Не кваліфікувалися                          |
| Загалом                                     | Не кваліфікувалися                          | 0/2                                         | 0                                           | 0                                           | 0                                           | 0                                           | 0                                           | 0                                           | 0                                           |

## На жіночих чемпіонатах Європи (U-20)
Португалія одного разу пройшла кваліфікацію Чемпіонату Європи U-19, у 2012 році португалки дійшли до піфіналу змагання.
| Виступи на чемпіонатах Європи U-19 | Виступи на чемпіонатах Європи U-19 | Виступи на чемпіонатах Європи U-19 | Виступи на чемпіонатах Європи U-19 | Виступи на чемпіонатах Європи U-19 | Виступи на чемпіонатах Європи U-19 | Виступи на чемпіонатах Європи U-19 | Виступи на чемпіонатах Європи U-19 | Виступи на чемпіонатах Європи U-19 | Виступи на чемпіонатах Європи U-19 |
| Рік                                | Результати                         | Місце                              | Іг                                 | В                                  | Н*                                 | П                                  | ЗМ                                 | ПМ                                 | РМ                                 |
| ---------------------------------- | ---------------------------------- | ---------------------------------- | ---------------------------------- | ---------------------------------- | ---------------------------------- | ---------------------------------- | ---------------------------------- | ---------------------------------- | ---------------------------------- |
| 2002                               | Не виступала                       | Не виступала                       | Не виступала                       | Не виступала                       | Не виступала                       | Не виступала                       | Не виступала                       | Не виступала                       | Не виступала                       |
| 2003–2011                          | Не кваліфікувалася                 | Не кваліфікувалася                 | Не кваліфікувалася                 | Не кваліфікувалася                 | Не кваліфікувалася                 | Не кваліфікувалася                 | Не кваліфікувалася                 | Не кваліфікувалася                 | Не кваліфікувалася                 |
| 2012                               | Груповий етап                      | 1/2 фіналу                         | 4                                  | 1                                  | 1                                  | 2                                  | 1                                  | 2                                  | –1                                 |
| 2013–2019                          | Не кваліфікувалася                 | Не кваліфікувалася                 | Не кваліфікувалася                 | Не кваліфікувалася                 | Не кваліфікувалася                 | Не кваліфікувалася                 | Не кваліфікувалася                 | Не кваліфікувалася                 | Не кваліфікувалася                 |
| Загалом                            | 1/2 фіналу                         | 1/18                               | 4                                  | 1                                  | 1                                  | 2                                  | 1                                  | 2                                  | –1                                 |